# Mirpur Khas
Pour l’article homonyme, voir Mirpur.
Mirpur Khas ou Mirpurkhas (en ourdou : میرپور خاص ; Mīrpur Khās) est une ville pakistanaise située dans la province du Sind. Elle est la capitale du district de Mirpur Khas. Elle est la septième plus grande ville de la province du Sind.
La population s'élevait à 189 671 habitants en 1998. Le recensement de 2017 indique une population de 233 916, soit une croissance annuelle moyenne de 1,1 % depuis 1998, bien inférieure à la moyenne nationale de 2,4 %. En 2023, la population de la ville monte à 267 833 habitants.
La ville est l'une des plus cosmopolites du pays, puisque les Muhadjirs parlant ourdou représentent à peine la moitié de la population. Les autres langues les plus parlées sont le sindhi (27 %), le pendjabi (11 %), le baloutchi (5 %) et le pachto (2 %).
Mirpur Khas est une ville musulmane entourée de zones rurales majoritairement hindoues dans son district. Elle inclut toutefois une minorité hindoue, comptant près de 20 000 fidèles, soit 7 % des habitants de la ville, ainsi qu'une petite minorité chrétienne de presque 4 000 individus.
Le taux d'alphabétisation de la ville s'élève à 69 % en 2023 (contre une moyenne nationale de 61 %), dont 75 % pour les hommes et 62 % pour les femmes
|            | 1972 (rec.) | 1981 (rec.) | 1998 (rec.) | 2017 (rec.) | 2023 (rec.) |
| ---------- | ----------- | ----------- | ----------- | ----------- | ----------- |
| Population | 81 965      | 124 371     | 189 671     | 233 916     | 267 833     |